# Pain (banda)
Pain é um projeto solo de metal industrial idealizado por Peter Tägtgren (Hypocrisy) em 1996.

## Integrantes

### Formação atual
- Peter Tägtgren – vocal, todos os instrumentos em estúdio (1996–presente)

### Integrantes de turnê
- David Wallin – bateria (2003–presente)
- Jonathan Olsson – baixo (2016–presente)
- Sebastian Svalland – guitarra (2019–presente)
- Sebastian Tägtgren – bateria (2016–presente)

## Discografia

### Álbuns
- Pain (1997)
- Rebirth (1999)
- Nothing Remains The Same (2002)
- Dancing With The Dead (2005)
- Psalms Of Extinction (2007)
- Cynic Paradise (2008)
- You Only Live Twice (2011)
- Coming Home (2016)

### DVDs
- Live Is Overrated (2005)